# بيتر هنت (لاعب كرة قدم)
بيتر هنت (بالإنجليزية: Peter Hunt)‏ (2 يوليو 1952 في المملكة المتحدة - ) هو لاعب كرة قدم بريطاني في مركز الوسط. لعب مع إبسفليت يونايتد وتشارلتون أثلتيك ونادي ساوثيند يونايتد ونادي غيلينغهام ونادي بركنغ ‏.

## وصلات خارجية
- بيتر هنت على موقع قاعدة بيانات كرة القدم.إي يو (الإنجليزية)